# Fairphone
Fairphone (en español, teléfono justo) es una empresa cuya misión es la de desarrollar teléfonos inteligentes diseñados y producidos con el mínimo impacto negativo posible para las personas y el planeta. La compañía está localizada en Ámsterdam, Países Bajos. La motivación principal para la fundación del proyecto es la de desarrollar un teléfono móvil inteligente para el cual se utilicen materiales "libres de conflicto" y que sea producido bajo condiciones de trabajo justas durante toda su cadena de producción.

## Primer modelo, 2013

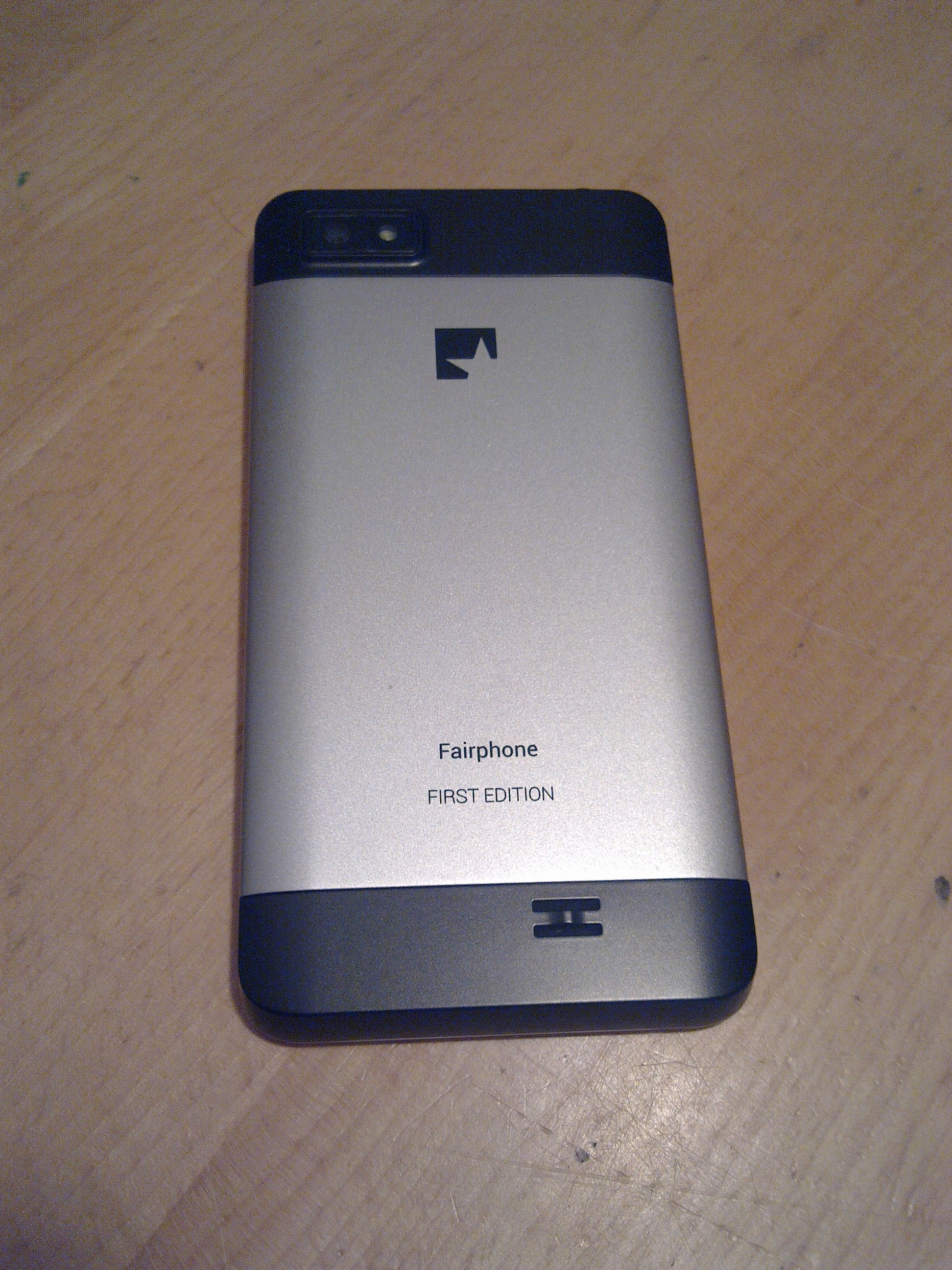
Foto de la parte trasera de un Fairphone 1, el primer modelo de teléfono de la compañía

El primer modelo lanzado por la compañía fue el Fairphone 1. Utiliza como sistema operativo una versión de Android 4.2 modificada por la Kwame Corporation, una compañía que se dedica a las aplicaciones de utilidad social.

## Segundo modelo, 2015

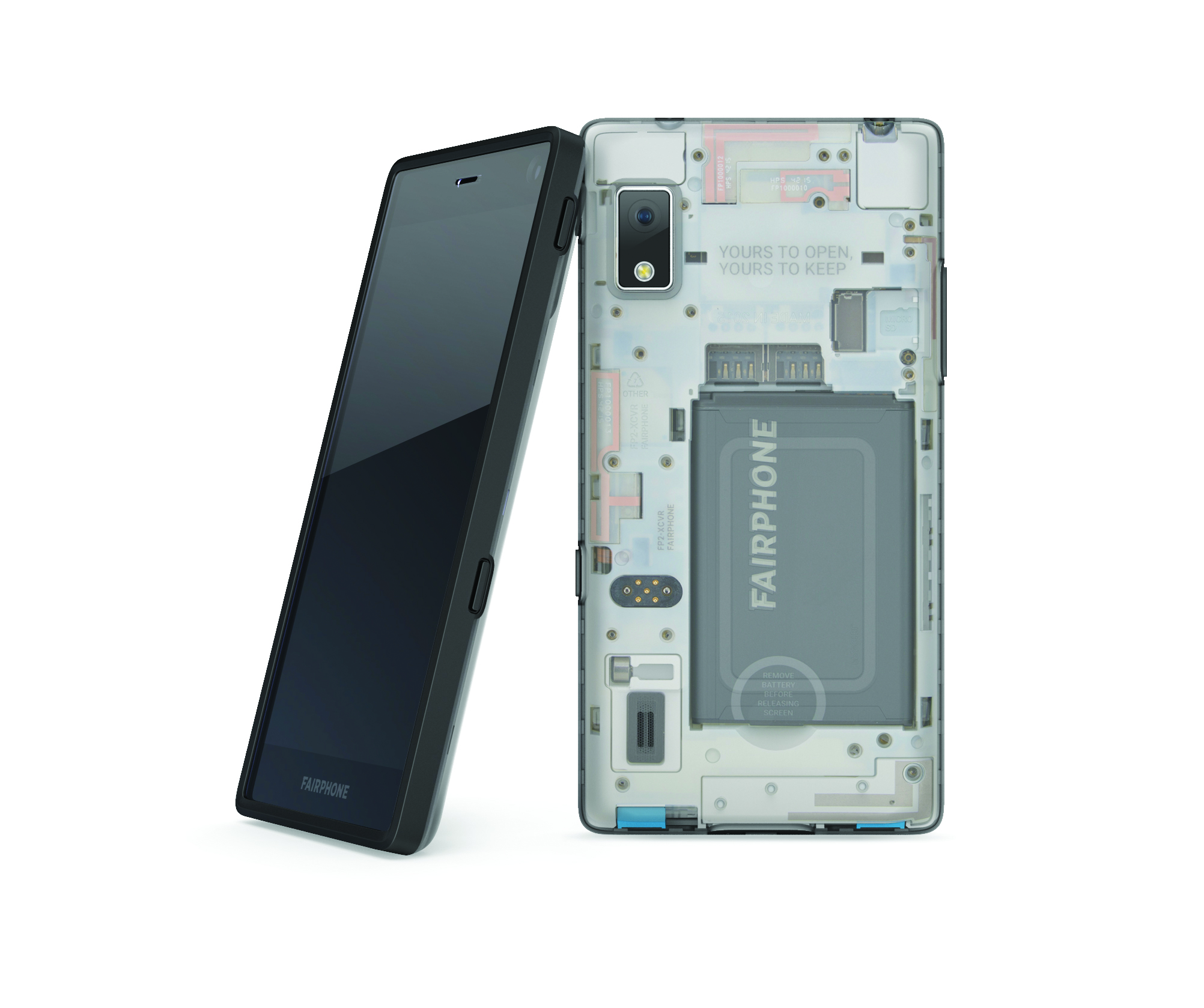
Fairphone 2, segundo teléfono de la empresa. Se observa a través de la tapa una inscripción: Change is in your hands («el cambio está en tus manos»).

El segundo modelo de teléfono, el Fairphone 2, se lanzó en diciembre de 2015. Fue el primer modelo comercial de teléfono inteligente modular y está diseñado para ser fácilmente reparable por el usuario. Por esta razón, el portal de tutoriales de reparaciones iFixit le asignó una valoración de 10 puntos sobre 10 en reparabilidad, siendo el primer modelo que alcanzó esta puntuación. Se lanzó con el sistema operativo Android 5.1 modificado que se llama Fairphone OS, y más tarde se lanzó una versión abierta sin los servicios móviles de Google basada en AOSP que se llama Fairphone Open y se actualiza en paralelo a su contraparte.
En abril de 2017 se lanzó la actualización del sistema operativo a Android 6.0 «Marshmallow». En mayo del 2018 se anuncia la actualización a Android 7.1.2 «Nougat» para el verano de ese mismo año. En junio de 2020 se anuncia la actualización a Android 9 y la versión beta pública.